# ФК Лос Анђелес галакси
Лос Анђелес галакси (енгл. Los Angeles Galaxy) (познат и као Ел Еј галакси) је амерички професионални фудбалски клуб из лосанђелеског предграђа Карсон. Клуб је члан прве америчке лиге. Други је најуспешнији тим после Ди Си јунајтеда. Име је добио по томе што је Лос Анђелес дом многих холивудских звезда.
Клуб је освојио Куп МЛС пет пута (2002, 2005, 2011, 2012, 2014), два пута Ју Ес опен куп (2001, 2005), четири пута је био најбољи регуларног дела сезоне (1998, 2002, 2010, 2011) а један од две екипе из америчке прве лиге који је освојио КОНКАФ шампионат (2000). Ел Еј галакси игра своје утакмице на Хоум дипо центру и овај стадион дели са својим градским ривалима Чивасом.
У јануару 2007. клуб је довео Дејвида Бекама из мадридског Реала за износ од око 250.000.000 долара. Галакси је тренутно најпрофитабилнији и најпопуларнији тим у америчкој првој лиги.